# Nieuwendamme
Nieuwendamme is een voormalig gehuchtje in de Belgische provincie West-Vlaanderen. Het Fort van Nieuwendamme was daar een voormalig fort. De plaats ligt een paar kilometer van de Vlaamse kust, op het grondgebied van de voormalige gemeente Mannekensvere, tegenwoordig Middelkerke, tegen de grens met Sint-Joris bij Nieuwpoort.

## Geschiedenis
Nieuwendamme was een kleine handelsnederzetting aan een dam die de vroegere zeegeul Testerepgeul afsloot ter hoogte van de IJzer. Een oude vermelding gaat terug tot 1167. Op een kaart van Pieter Pourbus uit de 16de eeuw is het gehucht te zien als een eilandje in de IJzer, met een kerk- of kapel en bewoning. In 1584, tijdens de godsdienstoorlogen, liet het Spaanse leger er een sperfort bouwen. Dit fort maakte deel uit van een verdedigingslinie die Veurne-Ambacht en de steden Nieuwpoort, Diksmuide en Veurne moest beschermen tegen uitvallen van hervormingsgezinden uit Oostende. Het was een vierzijdig fort van 115 m op 115 m, met op iedere hoek een bastion.
Na het Beleg van Oostende en de inname van de stad in 1601-1604 raakte het fort in onbruik.
Ook het gehucht zelf ontvolkte toen in de 17de eeuw enkele waterwegen verlegd werden. Een halve kilometer ten noorden werd immers rond 1640 het kanaal Plassendale-Nieuwpoort aangelegd, en de IJzer zelf werd in 1643 rechtgetrokken ruim een kilometer ten zuiden van Nieuwendamme, net ten noorden van het dorp van Sint-Joris. Nieuwendamme lag zo slechts aan een oude arm van de IJzer (die tegenwoordig dichtgemaakt is), de Dode Kreek. Het overgebleven restant iets verderop van de zeeinham van Nieuwpoort naar Nieuwendamme heet Kreek van Nieuwendamme.
In 1782 werd het fort verkocht, de verkoopsakten worden bewaard in het Rijksarchief te Brugge. Tijdens de Eerste Wereldoorlog lag de plaats in het gebied dat onder water werd gezet. Op het fort staan nog enkele bunkers uit die tijd. Het fort is tegenwoordig nog zichtbaar als een verhoging in het vlakke polderlandschap. Het is sinds 1981 beschermd als monument.

## Galerij

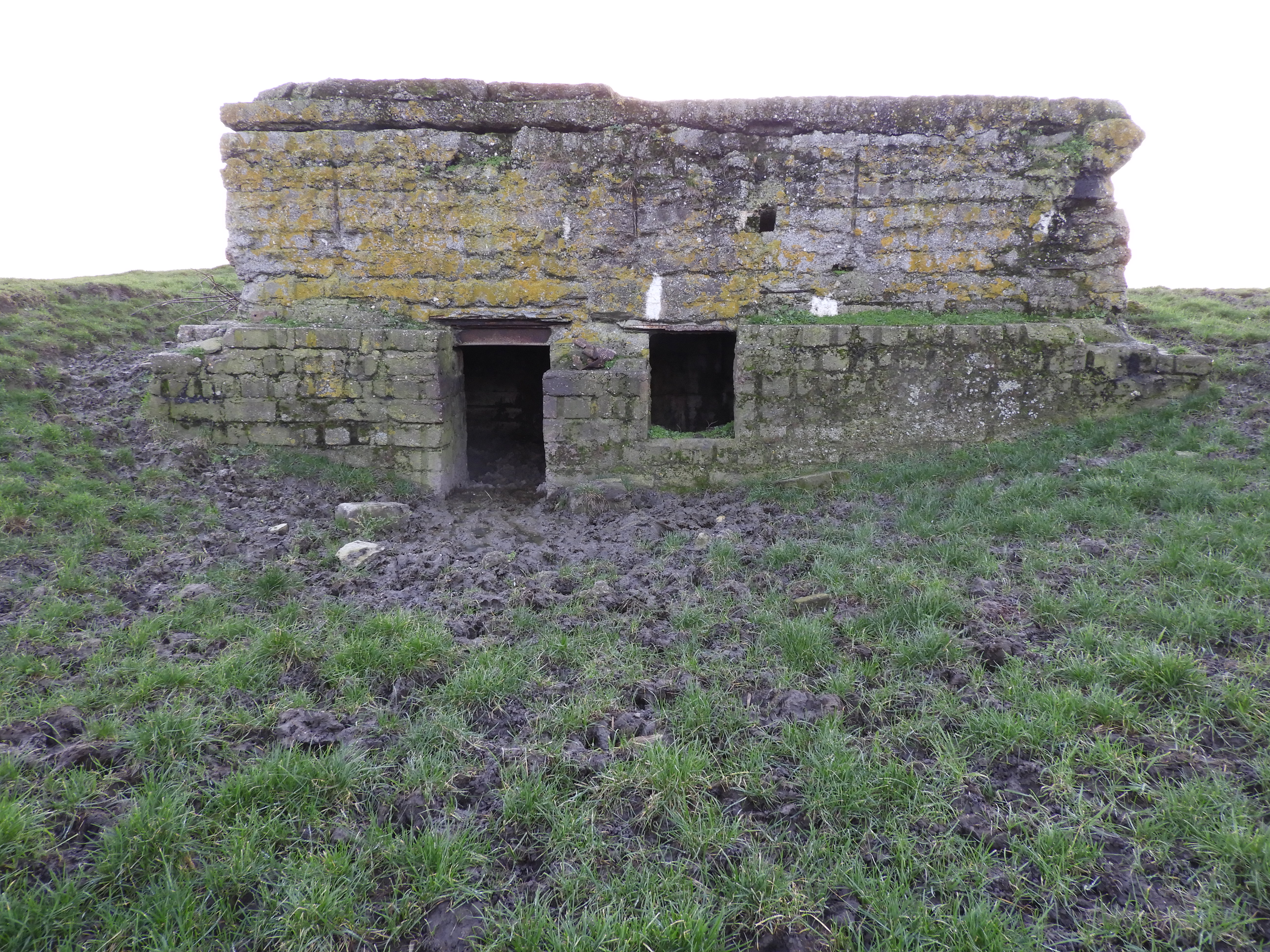
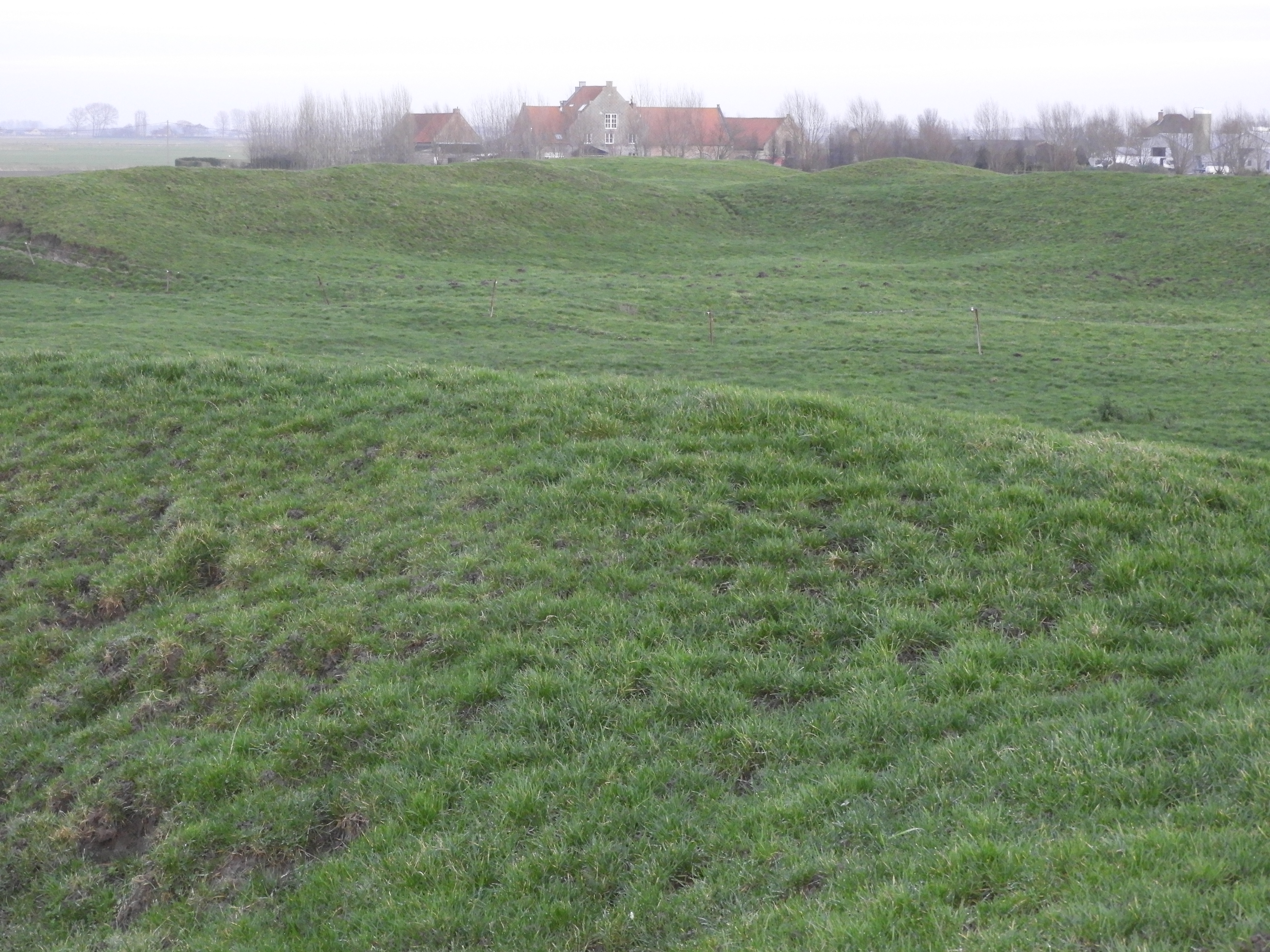
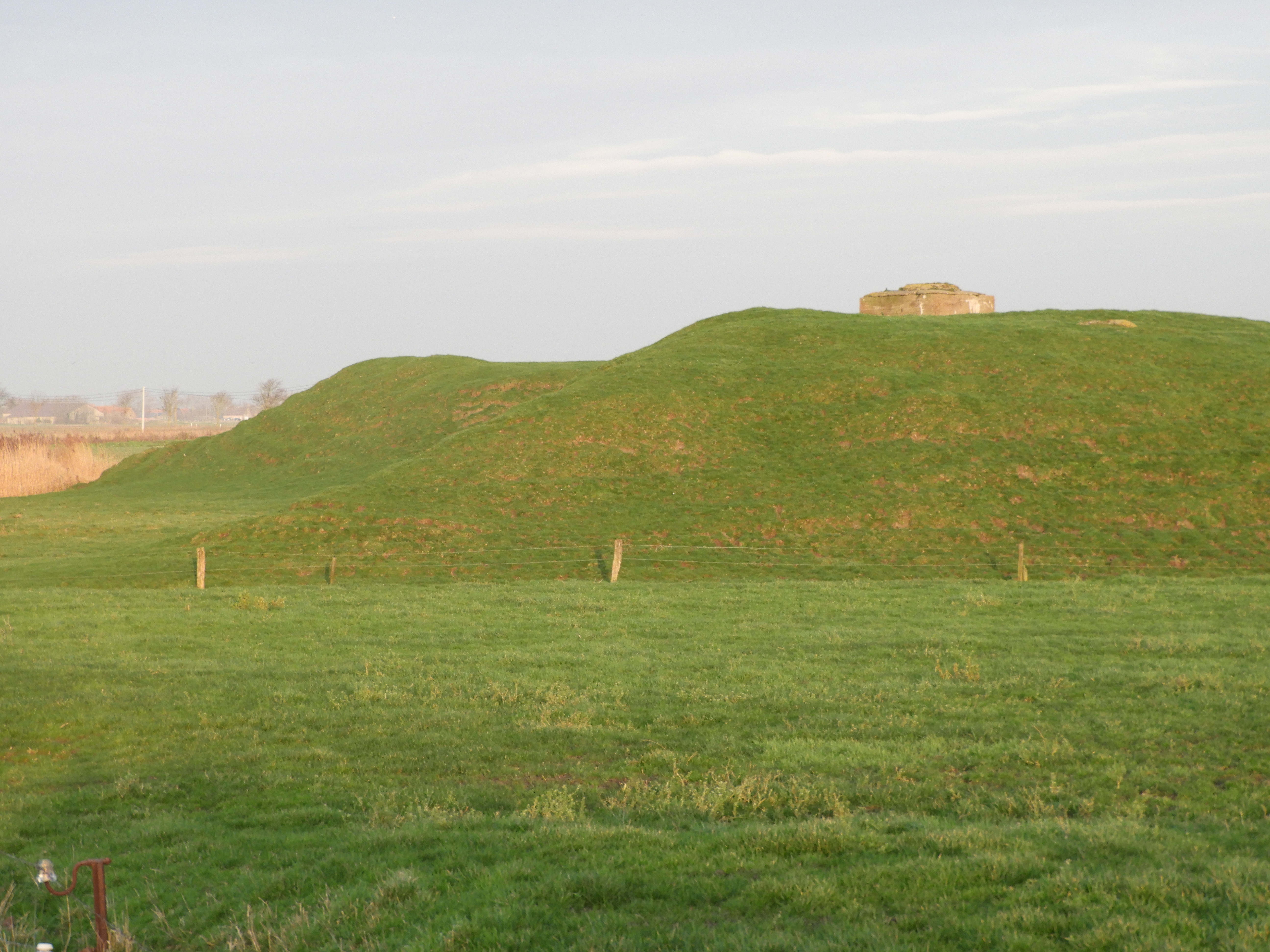